# 松平定勝

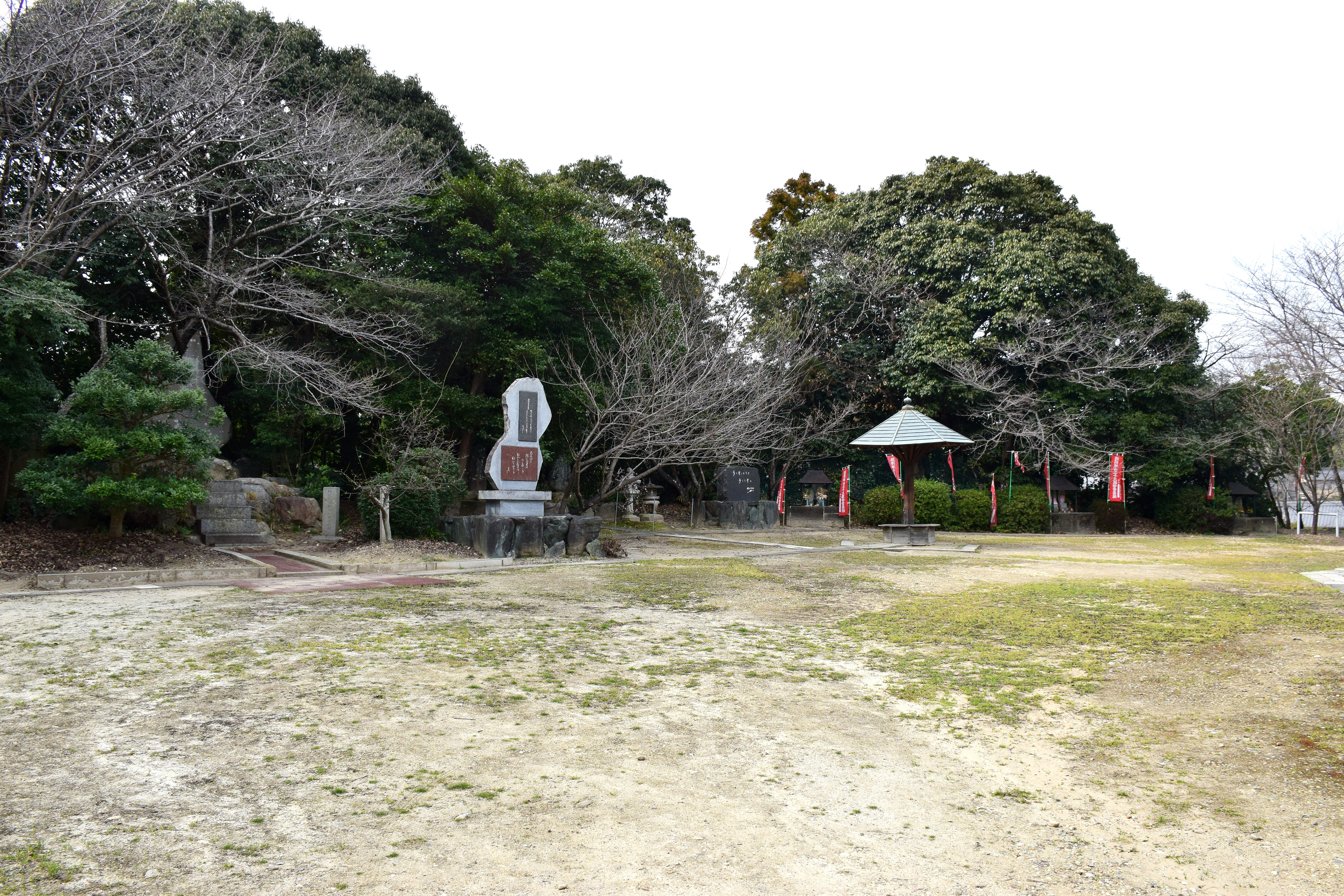
生誕地の坂部城址

松平 定勝（まつだいら さだかつ）は、戦国時代から江戸時代前期にかけての武将・大名。徳川家康の異父弟。定勝系久松松平家宗家初代。官位は従四位下・左近衛権少将。

## 生涯
永禄3年（1560年）正月、久松俊勝の四男として尾張国坂部城（現在の愛知県知多郡阿久比町）で誕生。生後間もなく異父兄の松平元康（後の徳川家康）より、家門に准じて松平氏の称号並びに葵紋を賜う。異父兄・家康に従い長篠の戦い、天目山の戦いに従軍した。
天正12年（1584年）、小牧・長久手の戦いの蟹江城合戦に際し、二番乗りを挙げる。戦後、羽柴秀吉は家康に対して、定勝を羽柴家の養子にさせるように要求した。だが、生母・於大の方の要望により、松平家に留められた。於大の方の子らのうち、長兄・康元が常に本国を留守にし、また次兄・勝俊も、かつて今川氏および甲斐武田氏へ人質として出されていた結果、両足の指を失ったためであった。於大の方は自分の側に我が子を置いておけないのを寂しく思い、末子の定勝を他家へ出すことを嫌ったのである。結局、家康の次男である於義丸（後の結城秀康）が秀吉の養子になった。このため、定勝はしばらくの間、家康からは疎んじられたとも言われている。
室は家康の口利きである。長篠の戦いの後、家康は娘婿となった奥平信昌が徳川家に臣従した際、武田家の人質になっていたその一族を犠牲にしていた。人質には信昌の弟の他、奥平一族の娘が含まれていた。家康は、その妹を異父弟である定勝の室に迎え入れることを決めた。それが二之丸殿である（夫人の入輿に際し、夫人の弟・奥平貞由や外伯父が奥平家から転仕した）。
天正15年（1587年）3月、父・俊勝が三河国岡崎城で死去し、三河安楽寺に葬る。
天正18年（1590年）9月、下総国小南（現在の千葉県東庄町）3000石を賜る。
慶長5年（1600年）、4000石を加増され、伊勢国長島城主となる。後に2万石を加増され、計2万7000石の領主となる。
同6年（1601年）2月、3000石を加増され、山内一豊に代わり遠江国掛川藩主となる。その3か月後、従五位下・隠岐守に叙任する。「隠岐守」の官名は、歴代にわたり伊予国松山藩松平家の拝領官名となる。
慶長7年（1602年）3月、山城国伏見城で家康の十男（後の頼宣）が誕生した。家康は、この男子に定勝の幼名である長福丸の名を譲るよう命じる。これにより、長福丸の名は紀州徳川家の嫡男の名となる。同年8月、母・於大の方が伏見城で死去した。同月末、伝通院の霊柩が伏見城を出立、その護衛に当たる。
同10年（1605年）5月、娘の阿姫（くまひめ）が家康の養女となり、山内忠義と婚約する。家康より化粧料として豊後国山田郷1000石を阿姫に賜う。

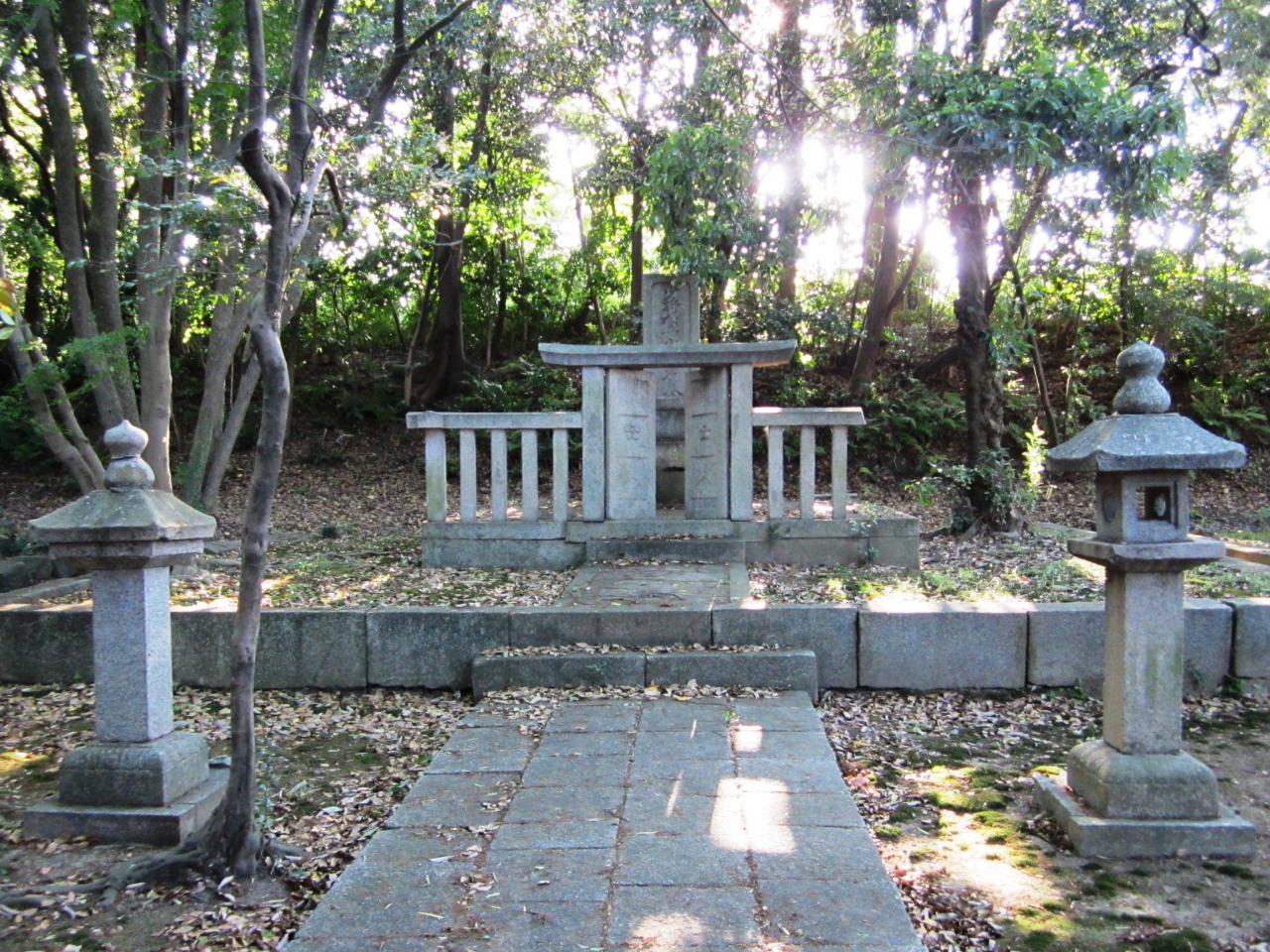
照源寺の墓

同12年（1607年）、伏見城代に就任する。元和元年（1615年）、従四位下に昇る。
元和3年（1617年）、6万石を加増され、伊勢桑名藩11万石の城主となる。一説には家康が駿府城において薨去した際に、死の床で家康から2代将軍・秀忠の相談役となるように遺言されたとも言われ、後に3代将軍・家光が大老職を設置した際も生前の定勝の存在を意識していたとも言われている。
家康の死後、甥である秀忠から篤く敬われ、元和9年（1623年）7月、秀忠より侍従職を進められるも固辞する。その2カ月後、左近衛権少将に任ぜられる。これにより桑名少将殿と奉称される。
寛永元年（1624年）3月14日、居城・伊勢桑名城にて死去した。享年65。遺骸は桑名照源寺に葬られた。霊牌は江戸伝通院にも納められ、後に松山大林寺、今治松源院（廃寺）にも祀られる。
文政6年（1823年）、11代・定通により、息長福玉命（おきなかさきたまのみこと）の神号を贈られ、松山城に東雲神社を勧請し祀られる。神号は後に東雲大明神（しののめだいみょうじん）と改められる。
末裔にフリーアナウンサーの松平定知がいる。

## 系譜
- 正室：たつ - 二之丸殿、内室松源院殿、奥平信昌養女、奥平貞友の次女
  - 長女：松尾君（天正10年（1582年） - 寛永12年（1635年）） - 家康の養女、服部正就正室
  - 長男：松平定吉（天正13年（1585年） - 慶長8年（1603年））
  - 次男：松平定行（天正15年（1587年） - 寛文8年（1668年））
  - 三男：松平定綱（天正20年（1592年） - 慶安5年（1652年））
  - 次女：阿姫（文禄4年（1595年） - 寛永9年（1632年）） - 徳川家康養女、山内忠義正室
  - 四男：松平定実（慶長2年（1597年） - 寛永9年（1632年））
  - 三女：紀為君（慶長7年（1602年） - 元禄2年（1689年）） - 家康養女、中川久盛正室
  - 四女：菊君（慶長8年（1603年） - 延宝5年（1677年）） - 光寿院、酒井忠行正室
  - 五男：松平定房（慶長9年（1604年） - 延宝4年（1676年））
- 側室：村治氏[1]
  - 六男：松平定政（慶長15年（1610年） - 寛文12年（1673年））
  - 五女：鶴君（慶長15年（1610年） - 正保2年（1645年）） - 阿部重次継室
  - 六女：玉君（? - 延宝7年（1679年）） - 池田恒元正室